# Can Perarnau
Can Perarnau és una masia d'Anglès protegida com a bé cultural d'interès local.

## Descripció
És un edifici aïllat de tres plantes i coberta de doble vessant a façana formada per un edifici original i diverses ampliacions i construccions annexes. D'aquesta masia cal remarcar la importància, per la conservació d'estructures originals, dels seus interiors, així com la grandiositat de la casa.
Gairebé totes les obertures de la casa són emmarcades de pedra i contenen inscripcions o decoració vegetal en forma triangular a la part inferior central de la llinda. A la planta baixa es conserva una interessant arcada de mig punt rebaixada amb impostes emergents. També hi ha una porta d'accés a les escales del primer pis amb una llinda monolítica i brancals fets de grans blocs. La porta façana principal té una obertura de mig punt i seients de pedra al costat. La finestra del primer pis de la façana està datada de 1619 i conté el nom de Pere Arnau.
Altres elements a destacar són les finestres decorades de la façana de llevant, una finestra d'arc conopial del parament nord i les dues grans arcades que sostenen un balcó i la capella.
Pel que fa a la capella, està situada sobre les dues grans arcades adossades a la façana septentrional. S'hi accedeix per una mena de galeria que connecta amb la sala principal del primer pis. Orientada a llevant i de mida petita -3 metres d'amplada per 5 de llargada aproximadament-, actualment té el sostre en molt mal estat i enfonsat en part. Com el sostre, la capella també està en força mal estat de conservació. Actualment fa la funció de magatzem de trastos vells.
Consta d'una sola nau, rectangular i absidiada, cobert de volta de canó. Té una petita finestra al parament nord, un altar, unes motllures de guix que ressegueixen la capella a l'altura de la llinda de la porta d'entrada. També hi ha un retaule de guix amb restes de pintura rosada. Aquest està format per unes estructures arquitectòniques simulades amb dues fornícules buides i la imatge d'un sant masculí de difícil identificació. La iconografia de la decoració és barroquitzant, composta de caps d'angelots, petxines, garlandes, arcs, decoració vegetal, columnes corínties…
A les parets interiors hi ha restes de decoració pictòrica de color roig i de tipologia figurativa antropomorfa. A l'entrada de la capella, a la part dreta, hi ha una pila d'aigua beneïda de pedra. La porta d'accés, de fusta, suporta un llindar enguixat amb un òcul el·líptic motllurat amb ondulacions, al voltant del qual hi ha una inscripció datada de 1773.
Les obertures de la casa que donen al balcó i a la capella estan ricament decorades, motllurades i esculpides, sobretot els detalls de suport dels guardapols. Hi ha una porta que té com a impostes caps humans femenins, a més d'altres motius vegetals, una llinda amb decoració conopial i uns emmarcaments motllurats. Existeix també una finestra, entre la porta i la capella, amb similar decoració, en aquest cas, però, amb un cap masculí i un de femení.

## Història
Malgrat existir referències de Perarnau des del segle xii, la masia actual és fruit d'una reforma o reconstrucció de la segona meitat del segle xvi i principis del XVII. Les inscripcions datades de les llindes van des de 1590 a 1619 i 1637. Amb el temps, però, també es van anar afegint ampliacions com els espais que queden a la part sud del mas.
El mas, amb el nom de "Parnaus", consta en el fogatge de 1497 i, amb el nom de "Pere Arnau", al de 1553. Antigament rebé el nom de "Çarrovira" i fou residència del Batlle natural d'Anglès Joan Olmera i Çarrovira. Fou la casa pairal dels Çarrovira, prohoms i feudataris dels Cabrera, que durant molts segles van posseir el títol de Batlle natural.
La capella, erigida, segons sembla, en honor dels sants Cosme i Damià, es començà a construir el 1569 i entrà en funcionament el 1571. La seva configuració actual sembla una reforma o reconstrucció del segle xviii. A la capçalera de la petita capella, es conserva un retaule barroc de guix del segle xviii. A l'entrada de la capella hi ha una llinda amb una inscripció gravada en guix i separada per un òcul el·líptic que diu (entre parèntesis els dubtes de transcripció):
JOAN · PERA · ANNA I JOAN
ARNAU · I CA · (òcul) TOTS ENSEM
SADABALL · I · S DE (LINIEI)*· DE
MASÓ · Me FeT 1773 (SANDENS)
A l'interior de la casa es conserven una antiga màquina de ventar, per separar el gra de la palla, i una premsa de vi de principis del segle xviii (1704).